# (117) Lomia
(117) Lomia es un asteroide perteneciente al cinturón de asteroides descubierto por Alphonse Louis Nicolas Borrelly el 12 de septiembre de 1871 desde el observatorio de Marsella, Francia.
Está nombrado por Lamia, un personaje de la mitología griega. Lomia es posiblemente consecuencia de un mal deletreo del nombre original.

## Características orbitales
Lomia está situado a una distancia media de 2,991 ua del Sol, pudiendo acercarse hasta 2,906 ua. Tiene una inclinación orbital de 14,9° y una excentricidad de 0,02837. Emplea en completar una órbita alrededor del Sol 1889 días.